# Otto Seeberg
Otto Seeberg (* 20. Februar 1908 in Dorpat, Russisches Kaiserreich; † 14. Juni 1934 in Berlin-Adlershof) war ein deutscher Ingenieur und Pilot.

## Leben
Otto Seeberg kam als Sohn des evangelischen Theologen Alfred Seeberg und seiner Ehefrau Marie, geb. von Walter 1908 nach Rostock, als der Vater eine Professur an der Universität Rostock annahm. Er war das Jüngste von vier Geschwistern. Er legte 1928 an der Großen Stadtschule in Rostock sein Abitur ab. Nach dem Studium zum Diplom-Ingenieur war er als „wissenschaftlicher Hilfsarbeiter“ Prüfingenieur bei der Deutschen Versuchsanstalt für Luftfahrt in Berlin tätig. 
Seeberg führte im Frühsommer 1934 auf dem Motorflugplatz Johannisthal-Adlershof mit der Messerschmitt M29 D–2309 – einem Wettbewerbsflugzeug, das bereits für den Europarundflug 1932 vorgesehen war – Meßflüge für Längsstabilitätsmessungen durch. Nach einer Anzahl von Flügen mit gutem Ergebnis verunglückte Seeberg am 14. Juni 1934 in Adlershof tödlich durch Absturz aus etwa 100 m Höhe.